# 東方單脈大蚜
東方單脈大蚜（学名：Schizolachnus orientalis）为大蚜科單脈大蚜屬下的一个种。其种加词“orientalis”意为“东方的”。